# 魔性の少女パトリシア
『魔性の少女パトリシア』（独: Patricia – Einmal Himmel und zurück）は、1980年に製作された、オーストリア・スペイン合作映画。日本では劇場未公開で、ビデオ発売されている。

## キャスト
- パトリシア：アンヌ・パリロー
- ハリー：サッシャ・ヒーン
- パトリシアのいとこ：ブリギッテ・スタイン
- ロード：ホセ・ルイス・デ・ヴィラロンガ
- ジャック：ホセ・アントニオ・セイノス
- ヘティ：エヴァ・リベルテン
- パトリシア・パッツ
- エルヴィラ：マリア・レイ
- フェイ：パカ・ガバルドン（クレジット無し）